# Мордасы (Тверская область)
Мордасы – деревня в Медведковском сельском поселении Лесного района Тверской области. Расположена на левом берегу реки Мологи при впадении реки Сарагожи.

## Население
Население деревни 1 чел.( 2010, перепись).

### Известные люди
В деревне Мордасы родился Герой Советского Союза Георгий Францевич Кельпш.

## Фауна
В 2005 году в районе деревни были замечены редкие птицы Кукша .